# Hinko Smrekar
Hinko Smrekar  (né le 13 juillet 1883 à Laibach, mort dans la même ville le 1er octobre 1942  est un dessinateur, peintre, illustrateur et caricaturiste yougoslave.

## Biographie
En 1903, avec Gvidon Birolla et Maksim Gaspari, Himko Smrekar fonda le groupe Vesna. 

## Galerie

### Caricatures

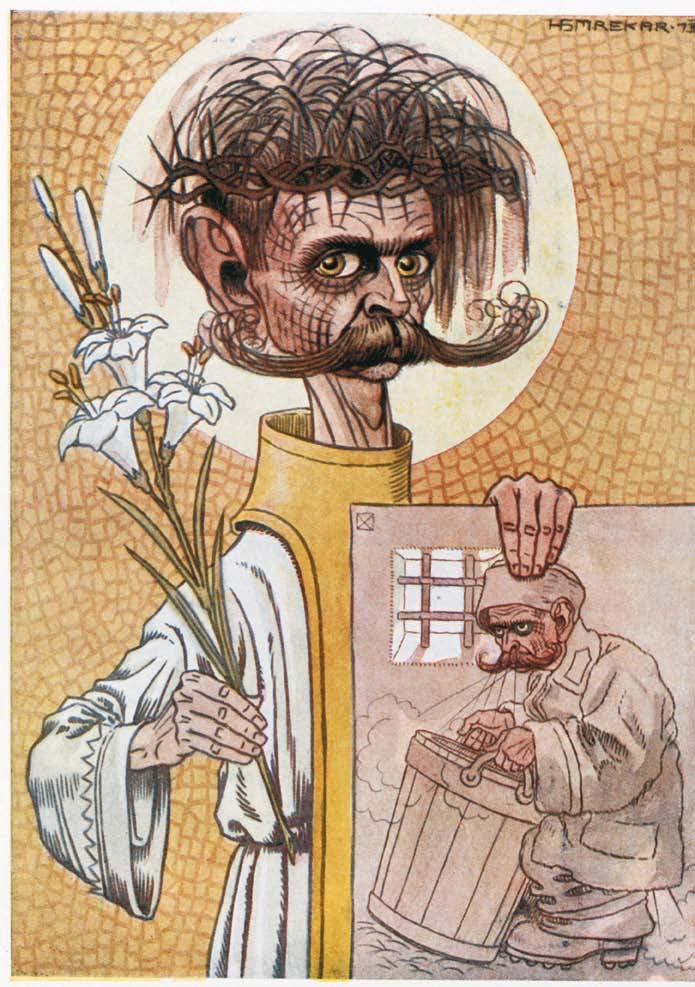
Ivan Cankar
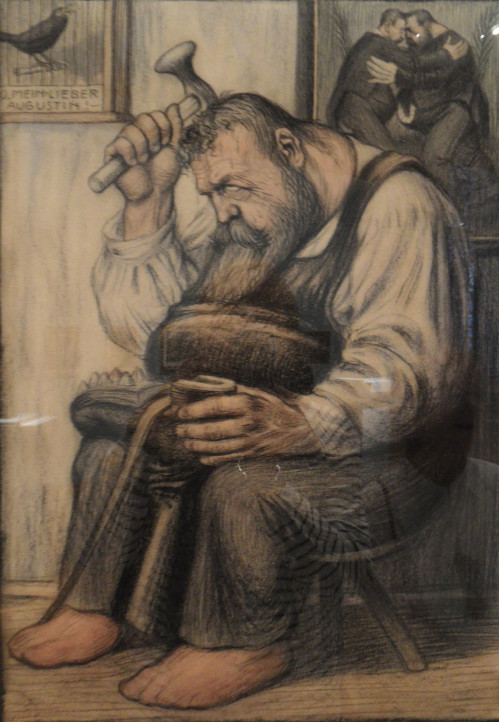
Ivan Tavčar
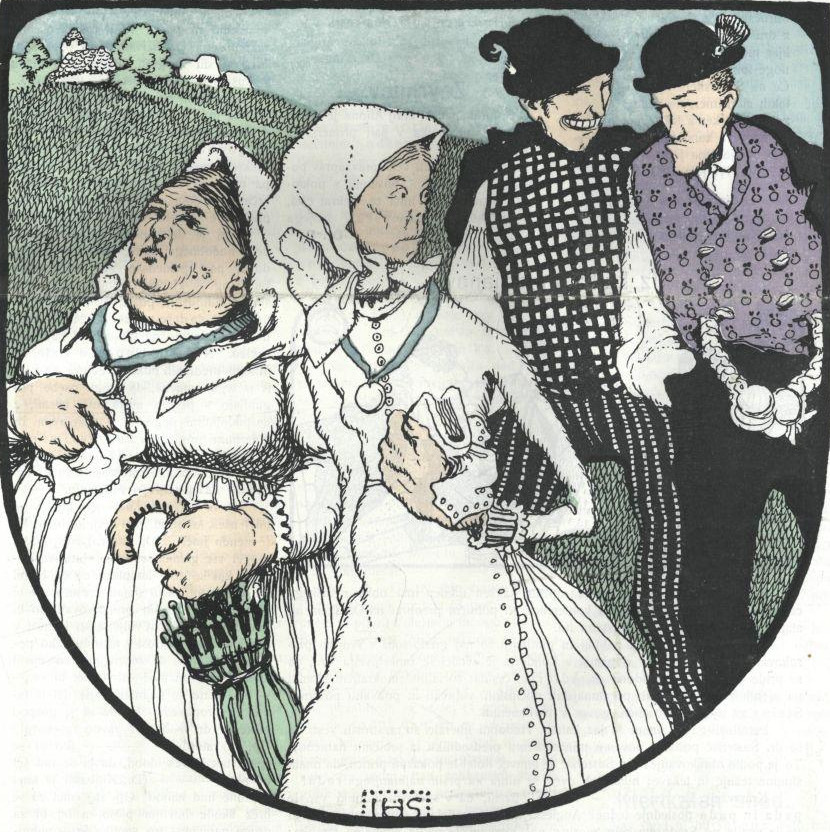
Devičar: Ti, Janez, poglej no Marijini devici !
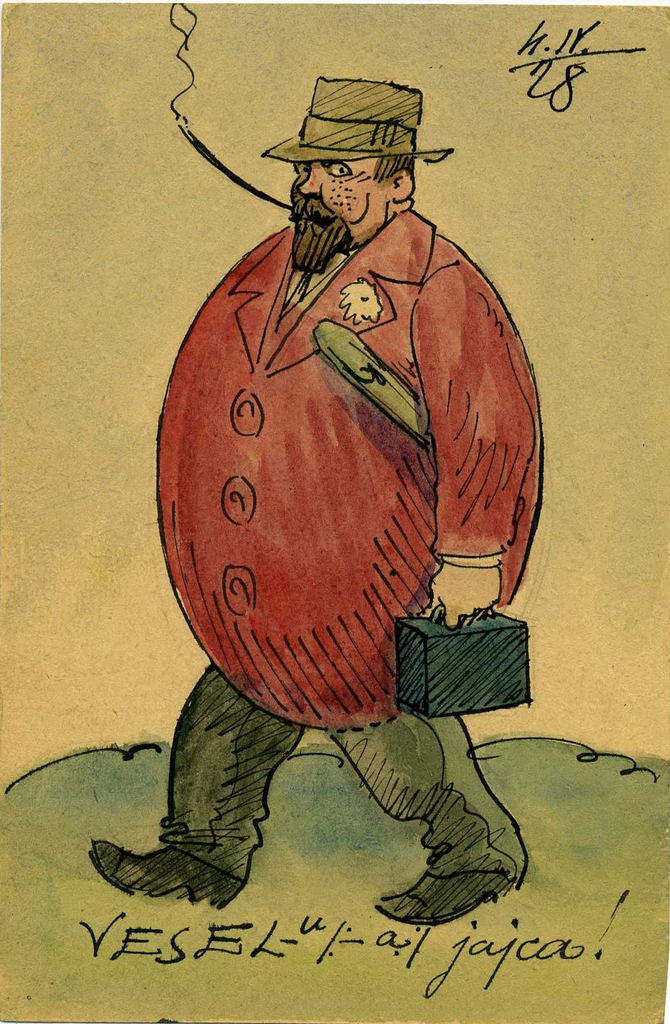
Fran Vesel
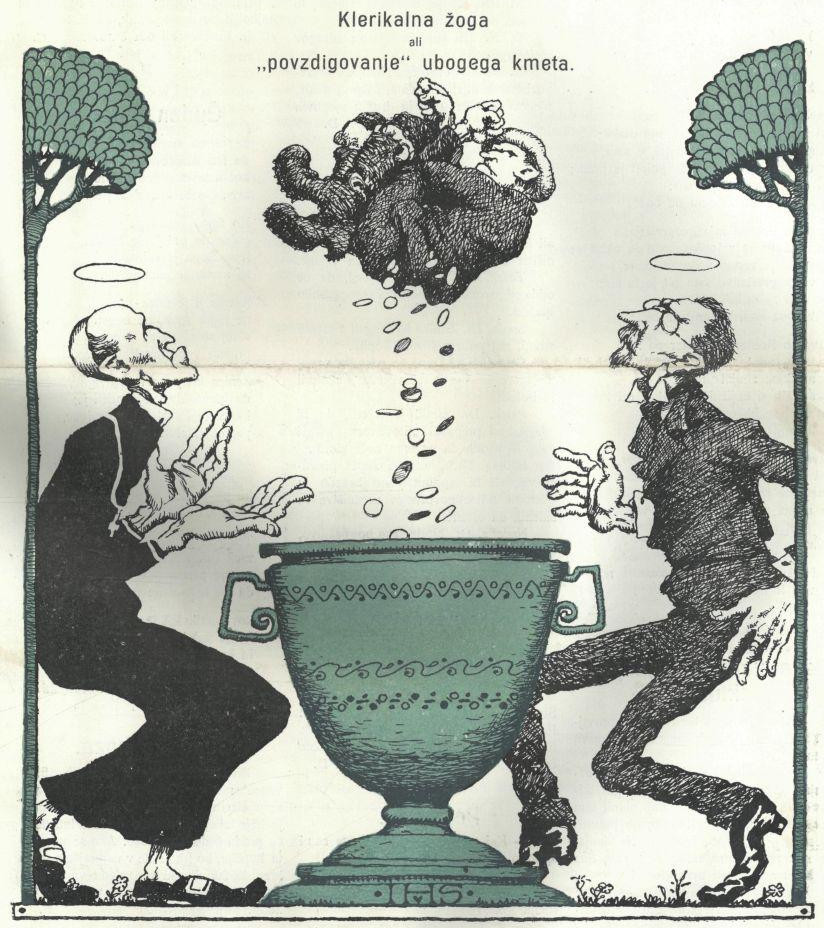
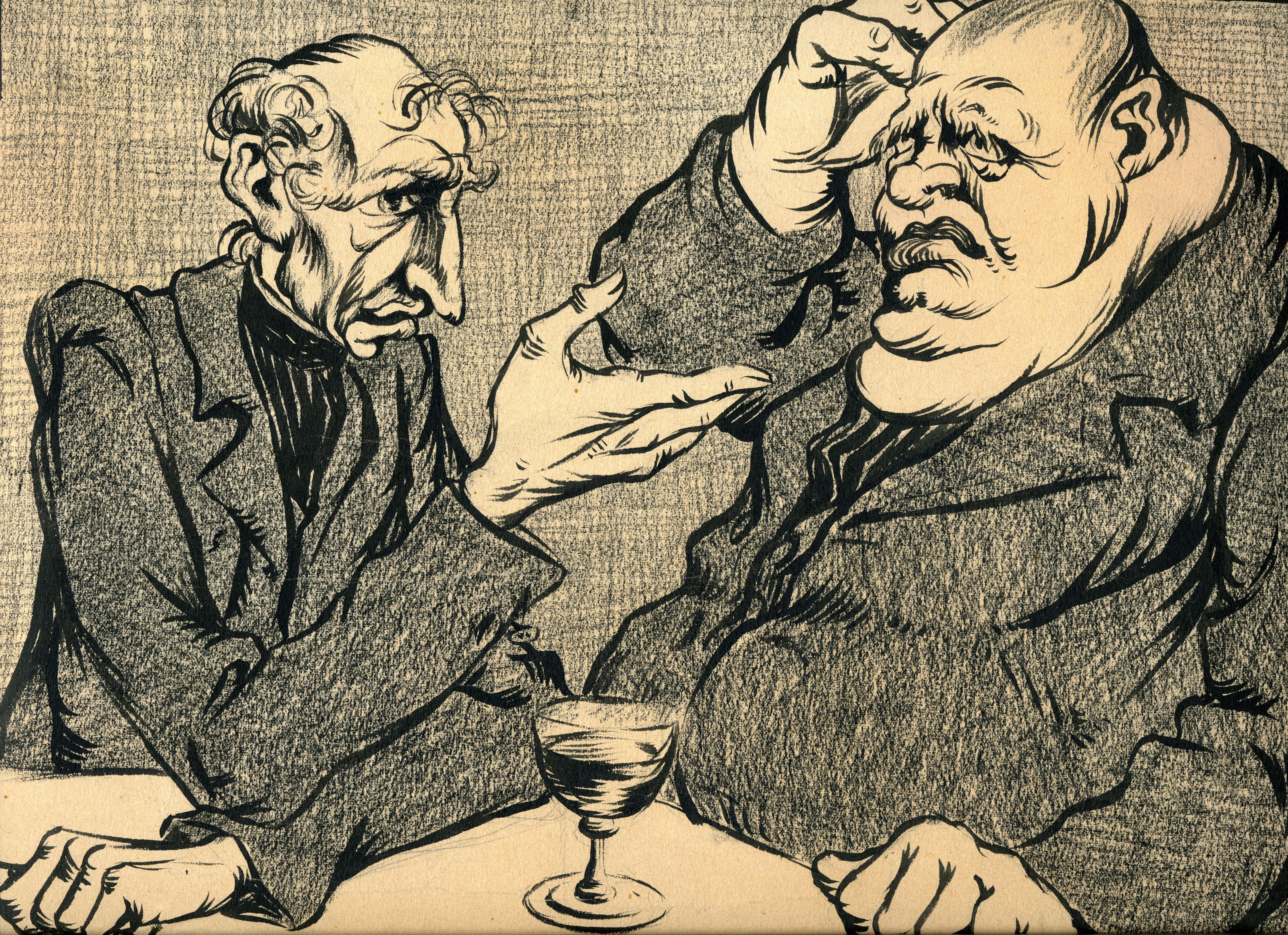
Jezuit in župnik. Kotel ponvi saje očita
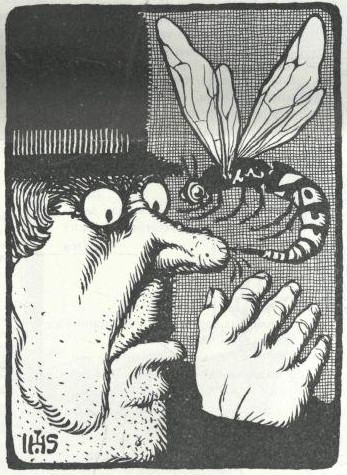
Osa
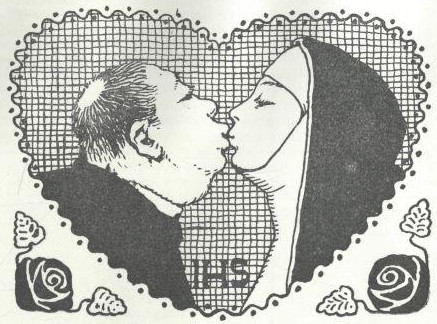
Živahne nune v Ostrogonu
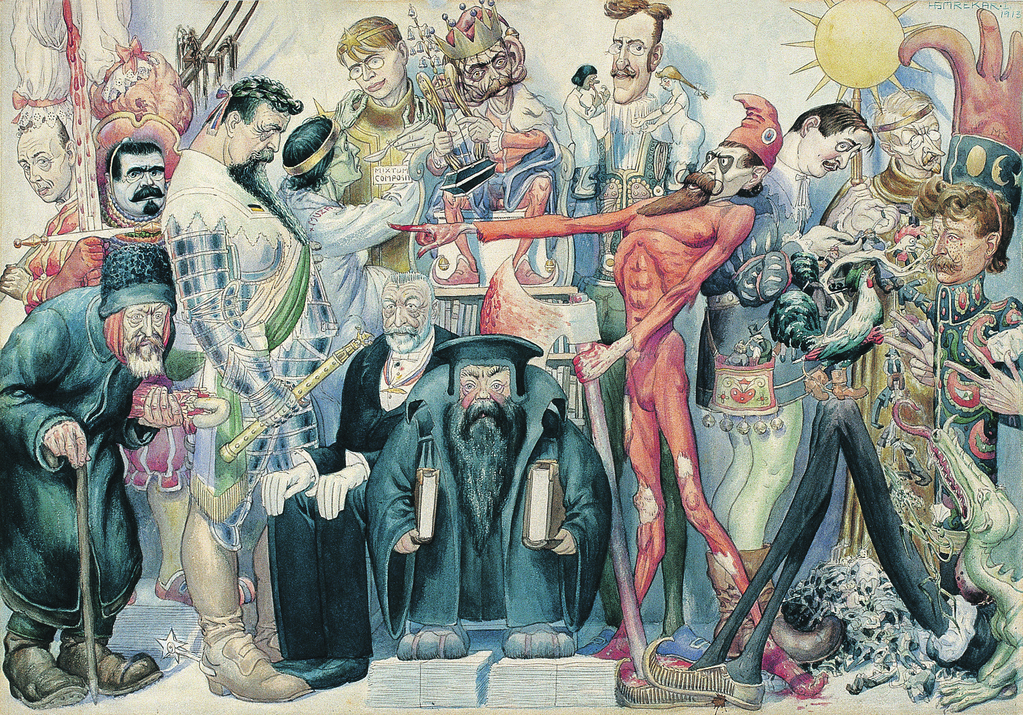
Slovenski literati
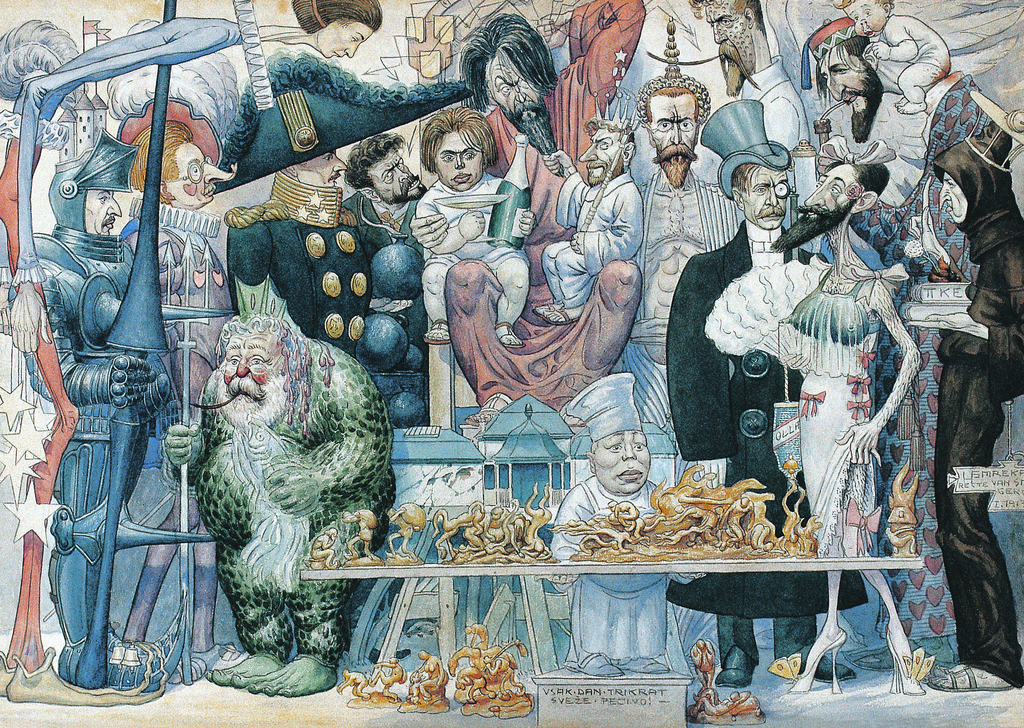
Maškarada slovenskih likovnih umetnikov

### Tarot

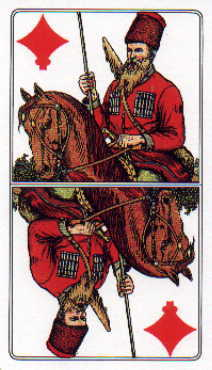
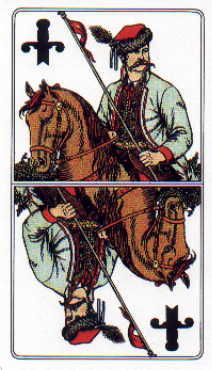
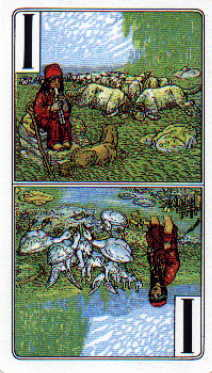
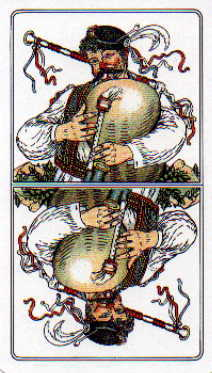
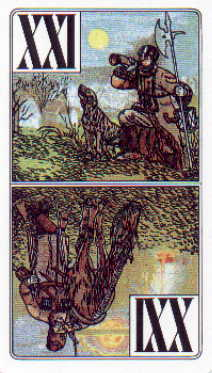

### Autres

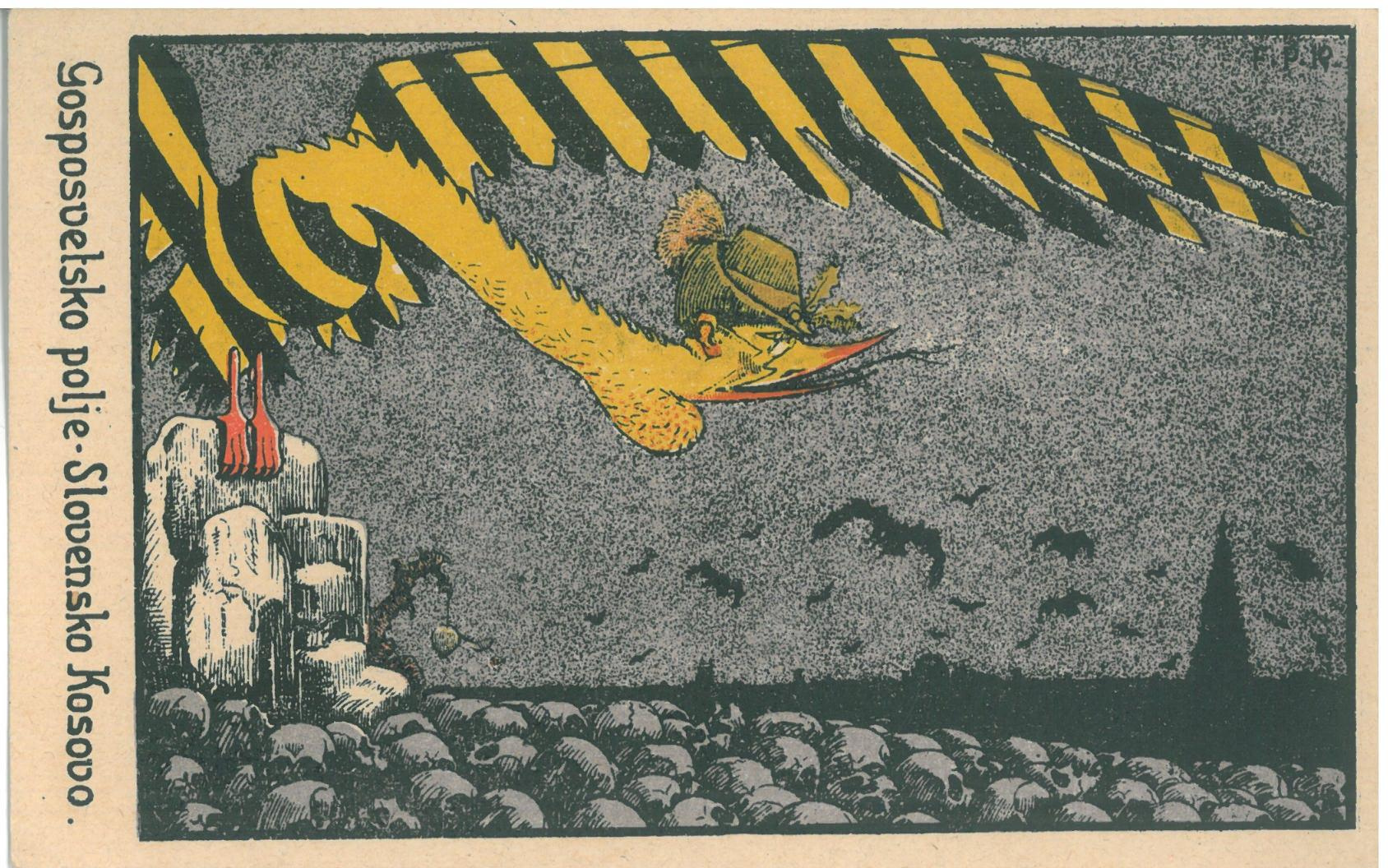
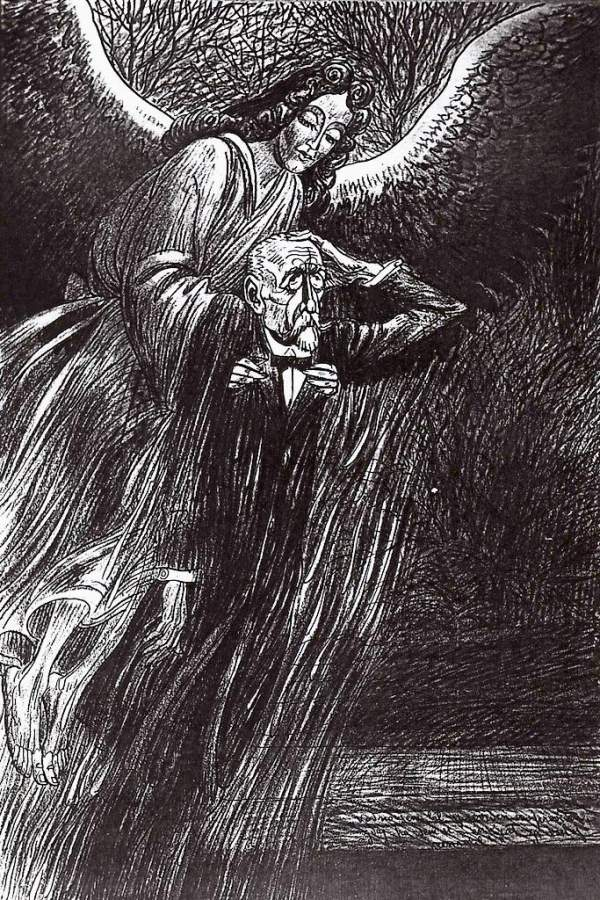
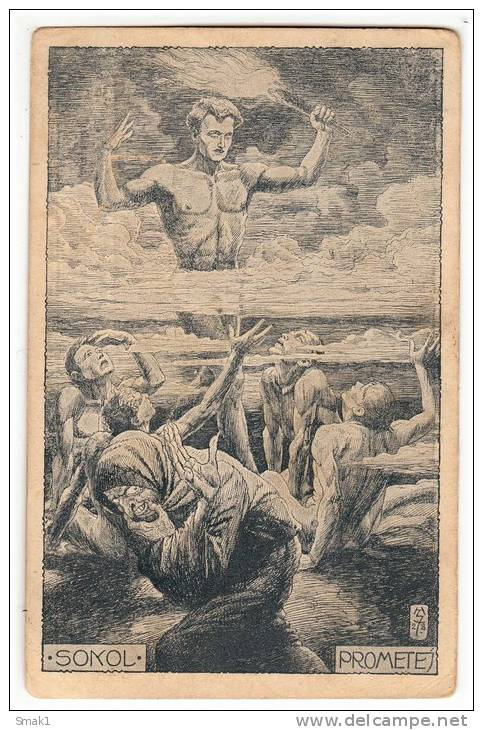
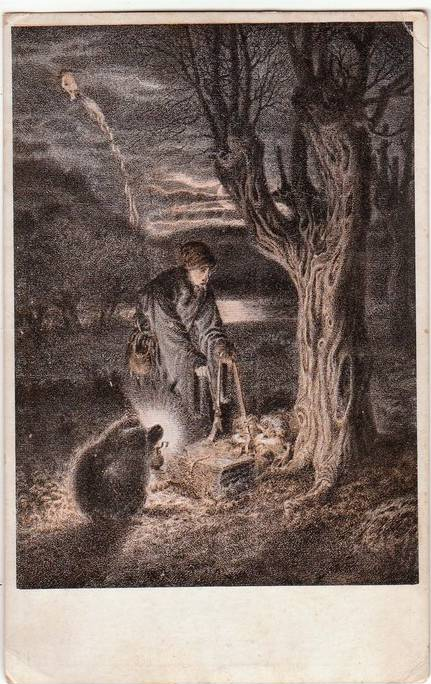

### Illustrations de livres

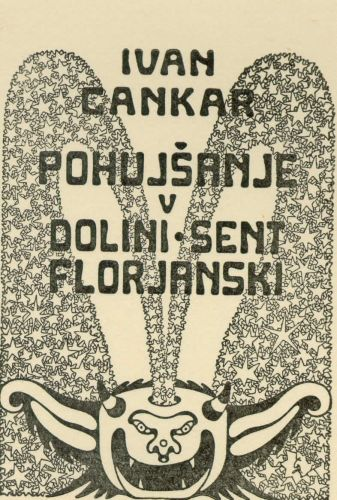
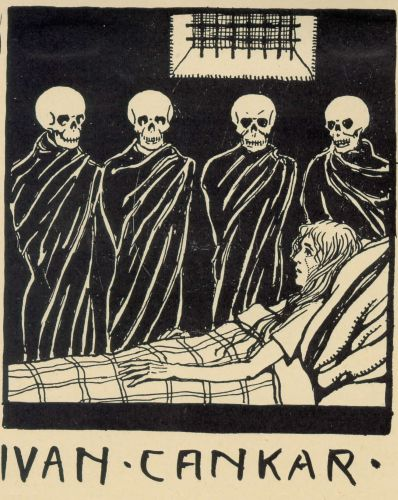
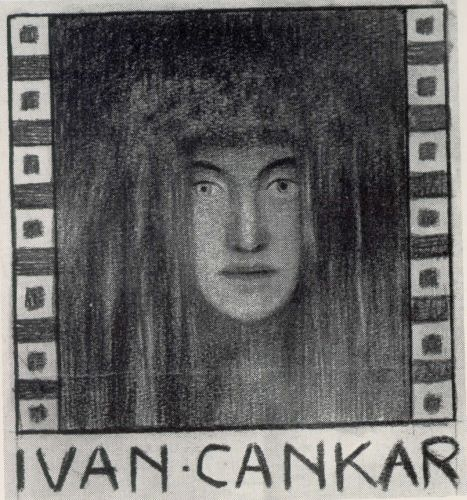
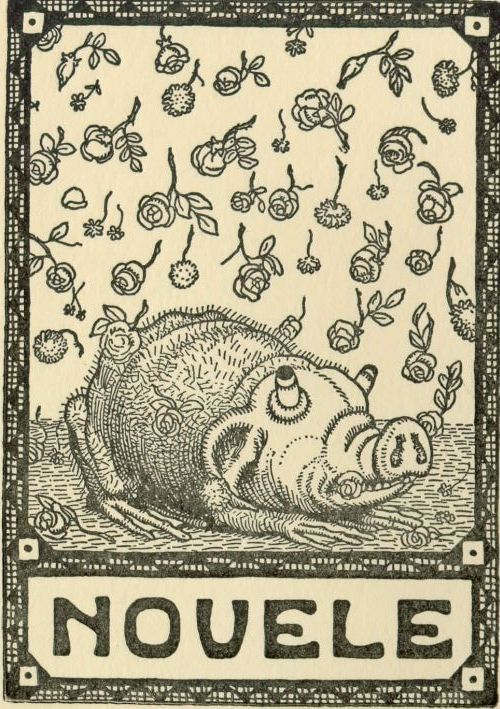
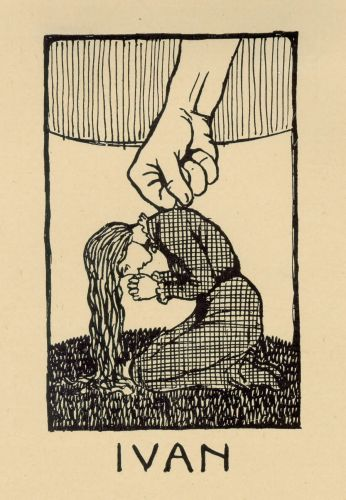
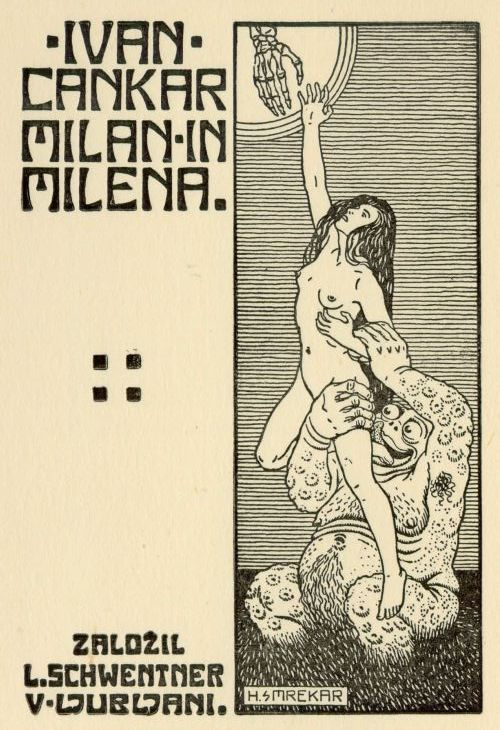
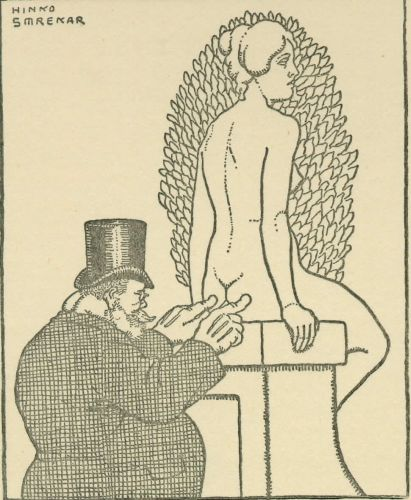
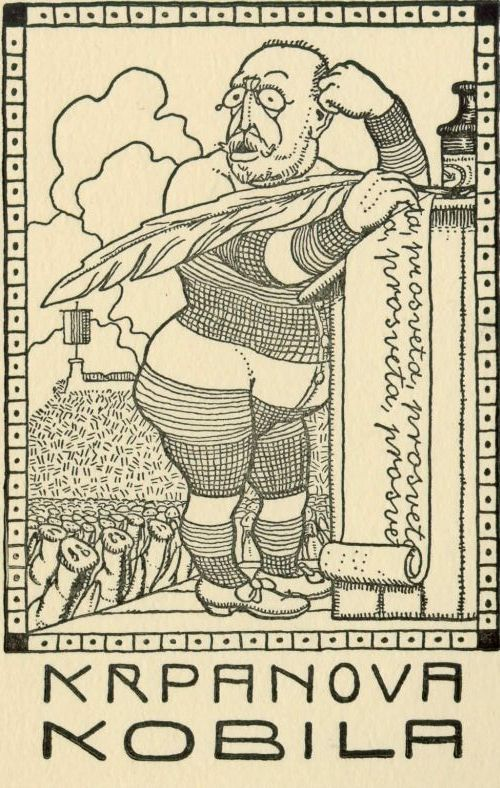
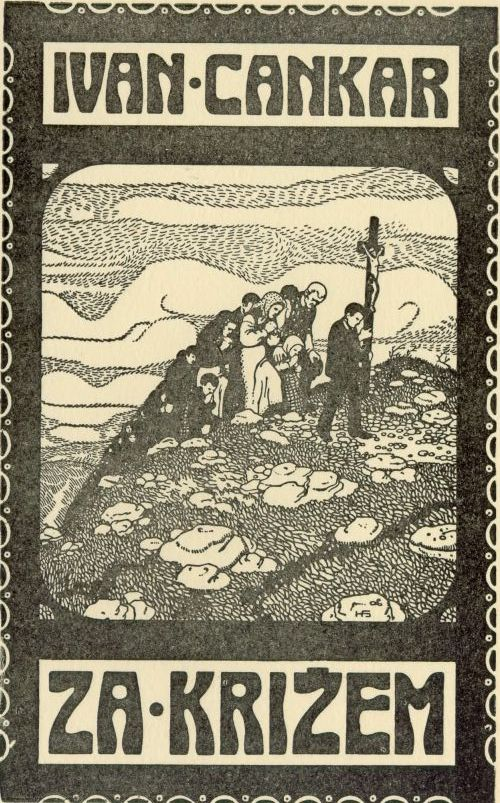
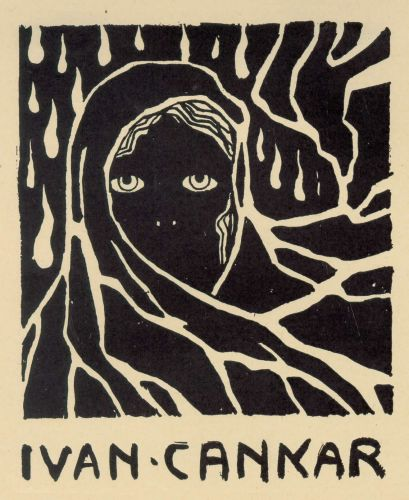
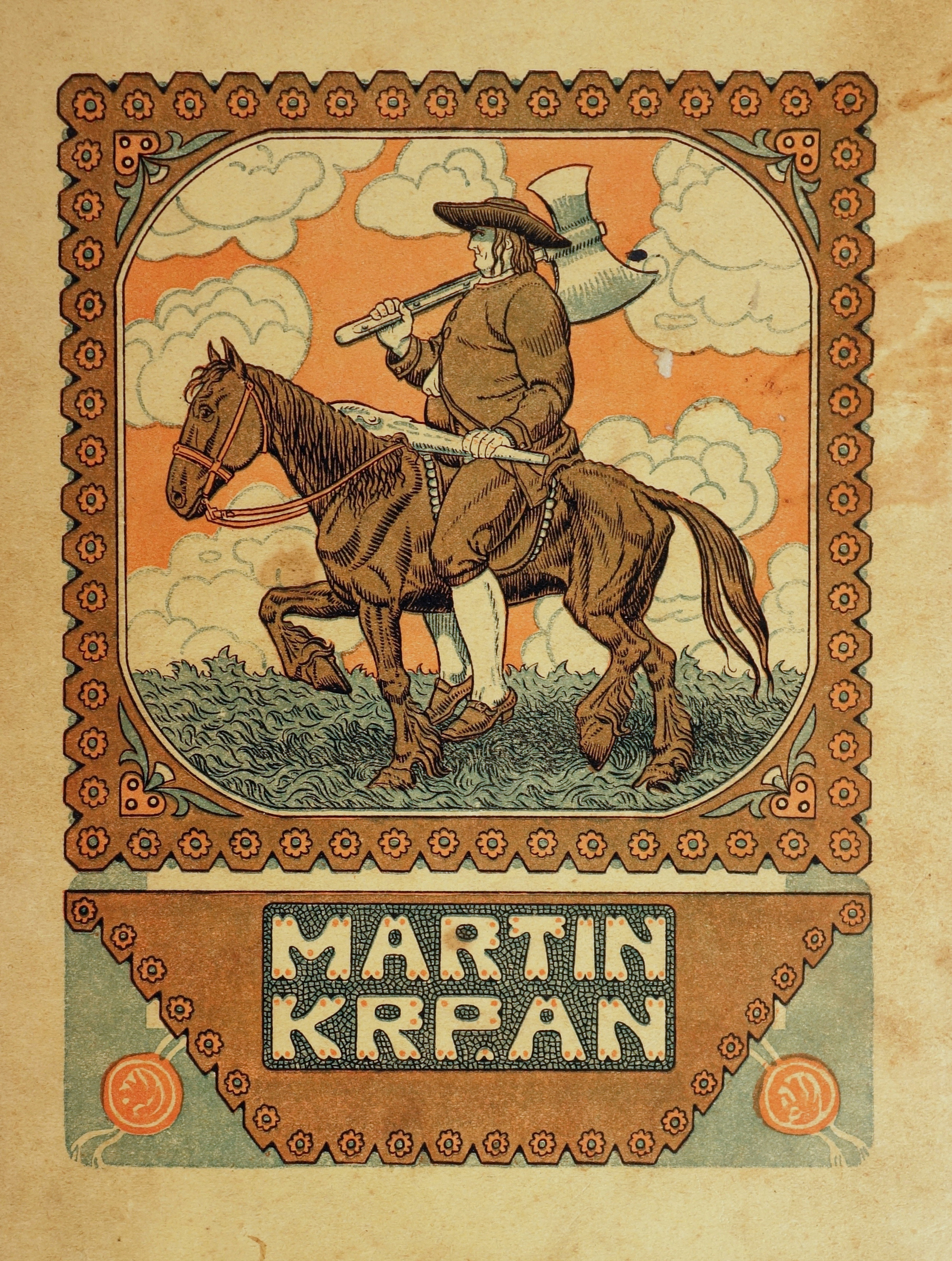
Martin Krpan

## Accueil critique
« [...] verve du caricaturiste Hinko Smrekar dont les dessins sont une chronique satirique de la vie artistique et politique »

— Les Impressionnistes slovènes et leur temps, Petit Palais, musée des Beaux-Arts de la Ville de Paris, 2013